# Jefferson-Fraktur
Als Jefferson-Fraktur wird ein mehrfacher Bruch des 1. Halswirbels (Atlas) bezeichnet.
1920 von Sir Geoffrey Jefferson in seiner Arbeit „Fracture of the atlas vertebra: report of four cases, and a review of those previously recorded“ beschrieben, tritt sie in der klassischen Form als vierfache Fraktur (beidseitiger Bruch des hinteren und vorderen Atlasbogens) auf.
Nur etwa 1–2 % aller spinalen Frakturen sind Frakturen des Atlas, davon wieder ca. ein Drittel klassische Jefferson-Frakturen mit 4 Frakturfragmenten. Ursächlich ist eine axiale (longitudinale, in Längsrichtung der Wirbelsäule) wirkende Krafteinwirkung auf den Schädel, die über die seitlichen Kondylen übertragen wird, den Atlasring an seinen schwächsten Stellen zum Bersten bringt, die Bruchstücke nach außen drängt und zum Riss des Lig. transversum atlantis führt. Häufig geschieht dies bei Badeunfällen durch einen Kopfsprung in seichtes Wasser.
Nackenschmerzen und Kopfschmerzen im Bereich des Hinterhaupts nach einem Unfall sollten die Aufmerksamkeit auf eine Fraktur des Atlas lenken.
Neurologische Ausfälle (Einklemmung von Rückenmark und/oder Medulla oblongata) treten bei isolierten Jefferson-Frakturen nur in Ausnahmefällen auf, da sich der Spinalkanal durch das Auseinanderweichen der Atlasbögen erweitert. Es können jedoch Schluckstörungen als Folge eines paravertebralen Hämatoms auftreten. Ebenso möglich, aber bei isolierten Jefferson-Frakturen selten, sind Schlaganfälle infolge von Dissektion der Vertebralis- oder Carotisarterie(n) oder Schädigung der unteren Hirnnerven (IX–XII). Die radiologische Bestätigung erfolgt über eine Dens-Zielaufnahme bei offenem Mund und die Computertomographie.
Mitunter ist eine Jefferson-Fraktur mit weiteren Frakturen von Halswirbeln oder der Schädelbasis vergesellschaftet, insbesondere nach Hochenergietraumen. Am häufigsten sind Frakturen des Axis (Dens-axis-Fraktur, Hangman-Fraktur). In diesen Fällen ist mit mehr neurologischen Komplikationen und einer schlechteren Prognose zu rechnen (bis hin zu Todesfällen).
Eine Therapie dieser schweren Fraktur des Kopfgelenks erfolgt mittels Halo-Fixateur und Gelenkversteifung.